# Verklaring van Laken
De Verklaring van Laken is het besluit van de Europese Raad, genomen in het Koninklijk Kasteel van Laken in december 2001, om de Conventie over de Toekomst van Europa in te stellen.

## Belangrijkste vragen
- Wat verwachten de Europese burgers van de Unie?
- Hoe moet de bevoegdheidsafbakening tussen de Unie en de lidstaten worden georganiseerd?
- En hoe moet, binnen de Unie, de bevoegdheidsafbakening tussen de instellingen worden georganiseerd?
- Hoe kan een samenhangend en doeltreffend extern optreden van de Unie worden gegarandeerd?
- Hoe kan de democratische legitimiteit van de Unie worden verzekerd?